# Содошка (приток Уфтюги)

Содошка — река в России, протекает в Харовском и Усть-Кубинском районах Вологодской области. Левый приток реки Уфтюга.

## География
Река Содошка течёт через сосново-берёзовые леса. Основные притоки — реки Шалга (правый) и Хайнобовка (левый). Устье реки находится у деревни Плосково в 74 км по левому берегу реки Уфтюга. Длина реки составляет 32 км.

## Данные водного реестра
По данным государственного водного реестра России относится к Двинско-Печорскому бассейновому округу, водохозяйственный участок реки — озеро Кубенское и реки Сухона от истока до Кубенского гидроузла, речной подбассейн реки — Сухона. Речной бассейн реки — Северная Двина.
По данным геоинформационной системы водохозяйственного районирования территории РФ, подготовленной Федеральным агентством водных ресурсов:
- Код водного объекта в государственном водном реестре — 03020100112103000005191
- Код по гидрологической изученности (ГИ) — 103000519
- Код бассейна — 03.02.01.001
- Номер тома по ГИ — 03
- Выпуск по ГИ — 0